# Playmation
Playmation  Es un sistema de tecnología o juguete tecnológico, usable y con una aplicación móvil desarrollada en conjunto por Disney y Hasbro.
La colección de Marvels Avengers fue la primera en ser lanzada en octubre de 2015. Los siguientes lanzamientos serán Starwars en 2016 y Frozen en 2017

## Figuras
- Capitán América
- Iron Man
- Thor
- Hulk
- Viuda Negra
- Máquina de guerra
- Super Soldado
- Hulkbuster
- MODOK
- Halcón